# Oliver Mendoza
Oliver Fabio Mendoza Gil (Ibiza, Islas Baleares, España, 2 de junio de 1981), más conocido como Oliver Mendoza, es un  entrenador de fútbol español que actualmente dirige al Caguas Sporting FC de la Liga Nacional de Fútbol de Puerto Rico.

## Trayectoria
En la temporada 2012-13, se hace cargo del Club Atlético Pantoja de la Liga Dominicana de Fútbol.
En enero de 2015, firma por el Cibao Fútbol Club de la Liga Dominicana de Fútbol. Oliver dirige al club dominicano hasta el 23 de agosto de 2017.
El 10 de octubre de 2017, firma por el Don Bosco Mao de la Liga Dominicana de Fútbol, al que dirige hasta final de año.
En enero de 2018, firma por el Moca FC de la Liga Dominicana de Fútbol. El 27 de agosto de 2018, finaliza su etapa en el club de Moca.
En enero de 2019, regresa al Club Atlético Pantoja de la Liga Dominicana de Fútbol, pero solo lo dirige hasta el mes de marzo.
El 29 de junio de 2019, firma por el Club Atlético San Francisco de la Liga Dominicana de Fútbol, al que dirige durante el Torneo Clausura.
El 21 de febrero de 2020, firma con la Spado Soccer Academy, una escuela de fútbol base situada en Punta Cana.
El 14 de octubre de 2022, firma por el Caguas Sporting FC de la Liga Nacional de Fútbol de Puerto Rico.
El 30 de marzo de 2023, firma por la Academia Santa Fe Futbol Club RD para enseñar su experiencia al futuro del fútbol dominicano.
El 22 de febrero de 2024, firma por el Caguas Sporting FC de la Liga Nacional de Fútbol de Puerto Rico.

## Clubes

### Como entrenador
| Club                        | País                 | Año       |
| --------------------------- | -------------------- | --------- |
| Club Atlético Pantoja       | República Dominicana | 2012-2013 |
| Cibao Fútbol Club           | República Dominicana | 2015-2017 |
| Don Bosco Mao               | República Dominicana | 2017      |
| Moca FC                     | República Dominicana | 2018      |
| Club Atlético Pantoja       | República Dominicana | 2019      |
| Club Atlético San Francisco | República Dominicana | 2019      |
| Caguas Sporting FC          | Puerto Rico          | 2022-2023 |
| Caguas Sporting FC          | Puerto Rico          | 2024      |